# Liometopum oligocenicum
Liometopum oligocenicum är en myrart som beskrevs av Wheeler 1915. Liometopum oligocenicum ingår i släktet Liometopum och familjen myror. Inga underarter finns listade i Catalogue of Life.